# Michael Geiger
Michael Geiger (* 27. September 1960 in Böckingen) ist ein ehemaliger deutscher Fußballspieler und späterer Trainer.

## Vereinskarriere
Geiger spielte in der Jugend bei Union Böckingen. Seine Bundesligakarriere begann noch als 18-Jähriger bei Eintracht Braunschweig. Hier machte der Verteidiger sein erstes Profispiel fünf Tage vor seinem 19. Geburtstag, am 22. September 1979. Bei der Braunschweiger 1:2-Niederlage bei Bayer 05 Uerdingen wurde er in der 79. Minute für Manfred Tripbacher eingewechselt. Auf elf Spiele kam er in seiner ersten Saison. Nach dem Abstieg entwickelte er sich in der Zweiten Liga Nord zum Stammspieler der Eintracht. Er war ein lauffreudiger Spieler mit Offensivdrang und gutem Passspiel, der beim Gegner für Unruhe sorgte.
In den beiden Spielzeiten 1981/82 und 1982/83 stand er in jedem Bundesligaspiel seines Klubs auf dem Platz; am 26. September 1981 erzielte er im Spiel gegen Darmstadt 98 seinen ersten Bundesligatreffer zum Endstand von 3:0, dem bis zum Ende seiner Karriere acht weitere Tore in der obersten Spielklasse folgen sollten. Die Eintracht stieg 1985 ab; Geigers letztes Bundesligaspiel war die 0:1-Niederlage der Braunschweiger gegen Bayern München am letzten Spieltag. Er blieb seinem Klub aber auch in der Zweiten Liga noch eine weitere Saison treu. Obwohl er in der Spielzeit 1985/86 nur eine einzige Partie verpasste und in den restlichen 37 Spielen jeweils die gesamte Spielzeit auf dem Feld war, wechselte er nach der Saison in den Amateurbereich zum VfL Wolfsburg.
Mit den Wölfen stieg Geiger 1992 aus der Oberliga Nord in die 2. Liga auf. Die Rückkehr in den Profifußball war für ihn jedoch schon nach einer Saison mit nur zwölf Einsätzen wieder vorbei; er beendete seine aktive Laufbahn und wurde Trainer.
Insgesamt kommt Geiger auf 134 Spiele (neun Tore) in der ersten und 81 Einsätze (14 Tore) in der zweiten Liga. Dabei wurde er nicht einmal des Feldes verwiesen.

## Trainerkarriere
Zu Beginn der Saison 1993/94 übernahm Geiger das Traineramt beim VfB Fallersleben; in zwei Jahren führte er die erste Mannschaft von der Bezirks- in die Landesliga. Nach einem dreijährigen Zwischenspiel beim SSV Vorsfelde, den er von der Verbands- in die Oberliga brachte, kehrte er nach Fallersleben zurück, wo er anschließend sieben Jahre lang, bis Ende der Saison 2004/05, den VfB in 222 Landesligaspielen betreute. Daneben spielt er gelegentlich in der Traditionsmannschaft des VfL Wolfsburg.

## Nationalmannschaft
Michael Geiger ist einer der Spieler mit den meisten Einsätzen in Schüler- und Jugendnationalmannschaften. Er schaffte es nie in die A-Auswahl des DFB, wurde aber fünfmal in der U-21-Nationalmannschaft eingesetzt. Premiere im DFB-Dress hatte er am 22. September 1981 in Arnsberg beim 4:2-Sieg gegen die U-21-Auswahl Finnlands, als er für Rudi Völler eingewechselt wurde. Im November 1981 wurde er gegen die österreichische Auswahl ebenfalls eingewechselt (für Lothar Matthäus). 1982 wurde er mit der U-21 Vize-Europameister. Dabei spielte er im Viertelfinal-Hinspiel gegen Spanien das einzige Mal über 90 Minuten; im Rückspiel sowie im zweiten Finalspiel gegen England wurde er jeweils ausgewechselt.